# Конунги Вестфольда
Вестфольд (др.-сканд. Vestfold) — «протокоролевство» на юго-востоке Норвегии. Примерно совпадает по границе с фюльке Вестфолл. На протяжении многих лет Вестфольд считался главной вотчиной древнего рода Инглингов в Норвегии. Область упоминается во многих источниках, включая самый известный — Круг Земной, написанный Снорри Стурлусоном. Впрочем, по большей части, сведения о Вестфольде полулегендарные, как и сведения о конунгах, которые управляли этой территорией.
Первым конунгом Вестфольда, о котором говорится в источниках, был Эйрик. У него не было сыновей, а дочь была замужем за представителя дома Инглингов Эйстейна Грома. В результате после смерти Эйрика Вестфольд отошел Инглингам. Сага об Инглингах сообщает об отце Эйрика — конунге Агнаре Сигтрюггсоне. Однако сказать с уверенностью, правил ли Агнар Вестфольдом, невозможно, потому что тот же источник добавляет, что отцом Агнара был конунг из Вендиля Сигтрюгг.

## Правители

### Независимые
- середина VIII века: Эйрик Агнарсон (первый конунг Вестфольда, который упоминается в источниках)
- вторая половина VIII века: Эйстейн Гром
- конец VIII века — начало IX века: Хальвдан Щедрый на Золото и Скупой на Еду
- начало IX века — 820-е годы: Гудрёд Охотник
- 820-е годы — сер. IX века: Олав Гейрстад-Альв (в конце жизни совместно с Хальвданом Чёрным и Рёгнвальдом Достославным)
- 840-е — 860-е годы: Хальвдан Чёрный
- 860-е — 870-е годы: Харальд Прекрасноволосый (последний конунг Вестфольда, первый конунг Норвегии)

### Под властью великих конунгов
- 900 — ок. 930: Бьёрн Мореход, сын Харальда Прекрасноволосого
- ок. 930 — 934: Олаф Харальдссон Гейрстадальф, брат Бьёрна Морехода
- 935 — 963: Гудрёд Бьёрнссон, сын Бьёрна Морехода
- 970 — 995: Харальд Гренске (Гренландец), сын Гудрёда Бьёрнссона (после него Вестфольд стал владением королей Норвегии)